# テオ (Omoiの曲)
「テオ」は、日本のボカロP・Omoi制作のVOCALOID楽曲。2017年7月8日に発表され、ボーカルシンセサイザー・初音ミクが歌唱する。

## 概要
2022年1月現在、Youtube上の動画再生回数は895万回以上、ニコニコ動画上の動画再生回数は660万回以上となっている。Omoi活動開始から4年ほど経過した2017年7月に発表した15曲目の楽曲で、Omoiにとっては初のミリオン再生達成楽曲となり、伝説入りを達成した曲となっている。
インタビューによれば、『テオ』製作以前にOmoi自体は『チット・チャット・マーチ!』という自身のもつ曲調とは少し違う曲で話題とはなり、Omoiとしては注目されて嬉しい反面、自分達の音楽が作りにくくなると思っていた。その中で制作された『テオ』はOmoiとしては特段変わったことを行った楽曲ではなかったという。作詞者のSakuraiによれば、『テオ』はサビが長いため、聴き手が疲れる可能性があると思っていたことから、それ以前に製作した楽曲の中でも最も自信の持てなかった楽曲だったと語っている。Omoiとしては初めて映像の自主制作を取り組んだ作品でもあり、Omoiの転機となった曲となった。尚、『テオ』は音圧の強い曲と評されることもあるが、Omoiとしては音圧を強くしたつもりはなかったという。
ニコニコ超会議2017の全体演目にも選出され、初音ミク「マジカルミライ 2019」ではセットリストの1曲目として選ばれた。ゲーム『初音ミク Project DIVA MEGA39’s』の収録曲となり、Omoiにとっては「Project DIVA」シリーズの初収録曲となった。

## 収録

### アルバム
| 発売日         | タイトル                                       | レーベル                             |
| -------------- | ---------------------------------------------- | ------------------------------------ |
| 2017年12月29日 | ファーストワルツ                               | ドワンゴ・ユーザーエンタテインメント |
| 2019年3月20日  | EXIT TUNES PRESENTS Vocalostream feat.初音ミク | EXIT TUNES                           |

### サブスク配信
| 発表日        | 歌手   | 出典  |
| ------------- | ------ | ----- |
| 2021年4月16日 | あらき | [ 8 ] |

### ゲーム
| タイトル                                            | 出典   |
| --------------------------------------------------- | ------ |
| 初音ミク Project DIVA MEGA39’s                      | [ 6 ]  |
| プロジェクトセカイ カラフルステージ! feat. 初音ミク | [ 9 ]  |
| Maimai                                              | [ 10 ] |
| CHUNITHM                                            | [ 11 ] |
| オンゲキ                                            | [ 12 ] |

## 評価
- 勝哉エイミカは、『テオ』に対して「Omoiの代表曲」としながら、「疾走感を感じるシンセサイザーロックソングで、サビは一度聴けば忘れないほど印象が強いものとなっている」と評している[13]。